# San Pellegrino Terme
San Pellegrino Terme är en ort och kommun i provinsen Bergamo i regionen Lombardiet i Italien. Kommunen hade 4 806 invånare (2018).